# Paratetrica distanti
Paratetrica distanti är en insektsart som beskrevs av Baker 1927. Paratetrica distanti ingår i släktet Paratetrica och familjen sköldstritar. Inga underarter finns listade i Catalogue of Life.